# 고금도서집성

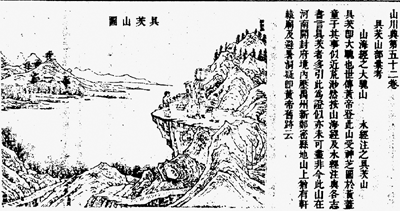
고금도서집성

《고금도서집성》(古今図書集成, 만주어: ᠵᡠᠯᡤᡝ
ᡨᡝ ᡳ
ᠨᡳᡵᡠᡤᠠᠨ
ᠪᡳᠳᡥᡝ ᠪᡝ
ᡳᠰᠠᠮᠵᠠᡥᠠ ᡳ
ᡧᠠᠩᡤᠠᠨ
ᠪᡳᠳᡥᡝ julge te-i nirugan bithe be isamjaha-i šanggan bithe)은 18세기 중국 ・ 청대(淸代)의 유서(백과사전)이다. 정식 명칭은 흠정고금도서집성(欽定古今図書集成)이다.
현존하는 유서로써는 중국 역사상 최대 규모로 권수 10,000권에 달한다. 그 사용된 자료의 총량은 1911년에 영국에서 간행된 브리태니커 백과사전(11판: 총29권으로 4만 개 가량의 표제어를 수록)의 3~4배에 달한다고 알려져 있다.

## 구성
고금도서집성은 널리 예로부터 전해 내려오는 전적에서 같은 분류와 관계 있는 기사를 발췌해서 모은 것이다. 이 책에는 출전이 명기되어 있고, 어떤 사항에 관한 관계자료의 소재를 조사하기 편리하다.
그 구성은 다음과 같은 형식을 갖추고 있다.
1. 6휘편(彙編)으로 크게 분류해서,
2. 휘편마다를 32전(典)으로 나누고,
3. 전(典)마다 다시 6,109부(部)로 나누어서,
4. 각 부는 휘고(彙考) ・ 총론(総論) ・ 도표(図表) ・ 열전(列伝) ・ 예문(芸文) ・ 선구(選句) ・ 기사(紀事) ・ 잡록(雑録) ・ 외편(外編)으로 구분하였다.

6휘편 ・ 32전은 다음과 같다.
- 역상휘편(暦象彙編)
  - 건상전(乾象典)、세공전(歳功典)、역법전(暦法典)、서미전(庶徴典)
- 방여휘편(方輿彙編)
  - 곤여전(坤輿典)、직방전(職方典)、산방전(山川典)、변예전(辺裔典)
- 명륜휘편(明倫彙編)
  - 황극전(皇極典)、궁위전(宮闈典)、관상전(官常典)、가범전(家範典)、교의전(交誼典)、씨족전(氏族典)、인사전(人事典)、규원전(閨媛典)
- 박물휘편(博物彙編)
  - 예술전(芸術典)、신이전(神異典)、금충전(禽虫典)、초목전(草木典)
- 이학휘편(理学彙編)
  - 경적전(経籍典)、학행전(学行典)、문학전(文学典)、자학전(字学典)
- 경제휘편(経済彙編)
  - 선거전(選挙典)、전형전(詮衡典)、식화전(食貨典)、예의전(礼儀典)、악률전(楽律典)、융정전(戎政典)、상형전(祥刑典)、고공전(考工典)

## 편찬 과정
강희(康熙) 21년(1682년)에 봉천(奉天)으로 유배되었던 진몽뢰(陳夢雷)는 16년 뒤인 강희 37년(1698년) 강희제의 동순(東巡) 때 풀려나 강희제의 제3황자인 성친왕(誠親王) 윤지(胤祉)의 독서 시독을 맡게 되었다. 강희 40년(1701년) 10월부터 진몽뢰는 「협일당」(協一堂)에 소장된 장서와 자신의 집안에 소장하고 있던 도합 1만 5천 권의 전적들을 밤낮으로 일일이 검수해서 《도서휘편》(圖書彙編)이라는 한 권의 책으로 엮는 작업을 시작해, 강희 45년(1706년) 4월에 초고를 완성하였다. 그는 우선 목록과 범례를 작성해서 강희제에게 바쳤고, 강희제는 이 책을 열람한 뒤에 책의 간행을 허락하고 여러 유생들에게 수정과 증익을 맡긴 다음, 책의 이름을 고금도서집성(古今圖書集成)이라 하였다.
강희 61년(1722년) 강희제가 붕어하고 성친왕 윤지가 실각한 뒤에 진몽뢰 역시 실각해 옹정(雍正) 원년(1723년) 1월 아무르강(흑룡강, 黑龍江)으로 쫓겨나기에 이르렀다. 그 해 옹정제는 진몽뢰가 편서했던 책의 이름을 지우고 거듭 경연강관(經筵講官) 호부상서(戶部尚書) 장연석(蔣廷錫, 1669년—1732년)에게 새롭게 과거 명(明)의 《영락대전》(永楽大典)을 모방해 《고금도서집성》을 중수하고 교감하게 하였다. 이 작업은 옹정 4년(1726년)에 완료되었다.

## 판본
《고금도서집성》은 편찬이 완성된 뒤에 옹정 4년(1726년)에서 6년(1728년) 사이에 청 황실의 내부(內府)에서 구리 활자를 써서 64부(시험용으로 찍어낸 1질은 제외한 수치이다)를 찍어냈는데, 이를 「동자판」(銅字版)이라고 한다. 옹정 6년(1728년) 동자판본은 그 영인본이 상하이 동문서국(上海同文書局)에서 간행되었는데, 현재 동자본은 겨우 10여 부 정도만이 남아 있을 뿐이고 원판본과 영인본 모두 유통된 판본은 적었다. 베이징의 중국국가도서관(中國國家圖書館)과 타이베이 국립고궁박물원(台北國立故宮博物院) 모두 동자판 《고금도서집성》을 소장하고 있다.
광서(光緒) 10년(1884년)에 도서집성관(圖書集成館)이 개설되고 삼호편체자(三號扁體字)로 1,500부를 찍어냈는데, 이를 「연자본」(鉛字本) 또는 「편자본」(扁字本)이라고 하며, 4년 뒤에도 다시 인쇄되었다. 광서 20년(1894년) 광서제는 상하이 도서집성국(上海図書集成局)에 명해 석판인쇄로 100부를 간행하도록 하였다. 이는 「동문판」(同文版) 또는 「광서판」(光緒版)이라고 불린다. 이 판본은 청대 용계량(龍繼棟)이 쓴 고증(考證) 24권을 첨부하고 원서에서 인용한 문헌 색인 가운데 빠지거나 틀린 부분 2만 곳을 수정하였으며, 청 조정에서 대신 혹은 외국 사신에게 상으로 주기도 하였는데 모두 백은 50만 냥이 소요되었다고 한다. 이 판본은 상하이 창고에 난 화재로 거의 소실되었기에 오늘날까지 전해지는 것이 적다. 청 왕조 말기 《고금도서집성》 1질에는 백은 1만 냥이라는 가격이 붙었다고 한다.
1934년 상하이 중화서국(中華書局)에서 캉유웨이가 소장하고 있던 옹정 시기의 동자본 영인본을 근거로 축소 인쇄해서 장정한 808책(뒷부분 8책은 고증)을 간행하였는데 이를 「중화판」(中華版)이라고 부르며, 1940년까지 간행되었고 이후 현대에 이르기까지 가장 널리 통용되는 판본이 되었다.
1964년 9월에 출판업자 숙맹능(蕭孟能)이 주도해 타이베이 문성서점(臺北文星書店)에 신 대만 달러 80만 위안(元)을 투자해 《고금도서집성》을 인쇄해 냈다(문성판본文星版本). 모두 색인과 지도집을 편성해서 모두 101책(16개본開本)으로 엮었으며 겉을 천으로 장정한 판본으로 200질을 간행하였다. 이 문성판본 《고금도서집성》은 현대에 이르기까지 가장 우수한 판본으로 평가받는다.
1986년 중화서국에서는 파촉서사(巴蜀書社)와 합작해 과거 중화서국에서 펴냈던 축소본을 다시 121책으로 간행하고 아울러 《간명색인》(簡明索引) 1책을 더 늘렸다.
1999년 타이완에서 옹정 동자본(타이베이 국립고궁박물원)에 소장된 옹정 동자판을 저본으로 고금도서집성을 디지털화해 전자책으로 간행(동오대학東吳大學 중문학과 주도) 판매하였다. 《고금도서집성》과 관련된 논서와 연구서로는 2001년 11월에 《고금도서집성연구》(古今圖書集成研究), 2006년 11월에 《고금도서집성도집》(古今圖書集成圖集)이 있다.
2006년 중국대륙제노서사(中國大陸齊魯書社)에서 중국 국가도서관과 합작해 옹정 동자판을 원본으로 영인본을 발행하였는데 수작업으로 장정해 50쇄를 찍어냈으며, 가격은 49만 위안(圓)이었다.
2009년 광서대학 고적소(廣西大學古籍所)에서 완성한 《고금도서집성》은 인터넷상으로 무료 공개되었다. 모든 전서의 도상(圖像)는 1934년 중화서국에서 펴냈던 무영전영인본(武英殿影印本)에서 온 것으로, 사용된 색인은 광서대학고적소에서 1984년 편제한 《고금도서집성색인》(古今圖書集成索引) : 유인본(油印本, 1984년，80만 자，삼대본三大本), 인쇄본(印刷本, 중화서국과 파촉서사 출판), 전자판(電子版) 1.0판(1998년, 1200만 자, 금해만전자음상출판사金海灣電子音像出版社와 광서사범대학출판사廣西師範大學出版社 연합출판), 전자판 2.0판(2007년, 3800만, 광반판光盤版, 대출판待出版 ; 2009년 강락판網絡版) 등 4가지 단계를 거쳤다.

## 국외로의 전래

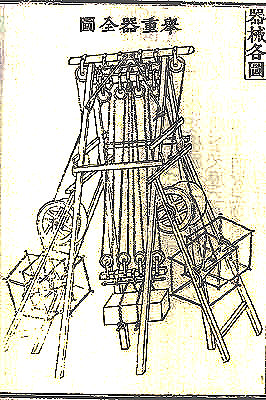
화성성역의궤에 실려 있는 거중기의 그림. 정약용이 거중기를 고안할 때 참조한 《기기도설》은 《고금도서집성》을 통해 입수된 것이었다.

《고금도서집성》에 실려 있는 청의 동쪽 해안가 지도. 조선과 류큐, 그리고 몽골이 한자로 표기되어 있다.

정조 5년(1781년) 조선의 규장각에는 총 3만 책의 서적이 소장되어 있었는데, 이는 《고금도서집성》 5천 책을 포함한 숫자였다. 《고금도서집성》은 조선의 창덕궁 후원에 위치한 규장각 건물에 보관되어 이곳을 출입하는 사람만이 접근할 수 있었다. 조선 정조는 즉위한 직후에 사절을 청에 보내면서 부사 서호수(徐浩修, 1736~1799)에게 특별히 당시 청 왕조에서 편찬중이던 《사고전서》(四庫全書)를 구입해 오라는 명을 내렸지만, 현지에 도착한 사절단은 당시 《사고전서》는 아직 인쇄가 완료되지 않았고 인쇄한 수량도 4건에 불과하여 구입하기가 어려움을 보고 방향을 바꾸어 《고금도서집성》을 당시 숙소를 출입하던 서반(序班)들을 통해 구입했다. 그때 대금으로 은 2,150냥이라는 거금을 지불했다고 한다.
《고금도서집성》이 조선에 들어오자 정조는 우선 책을 조선식으로 다시 장정을 하고, 규장각 검서관이던 이덕무(李德懋), 유득공(柳得恭), 박제가(朴齊家), 서이수(徐理修)에게 책의 목차를 베끼게 했는데 이 네 사람이 목차를 쓰는 데만 40일이 걸렸다고 하며, 목차가 완성되자 정조는 당대의 명필이던 조윤형(曺允亨)에게 책의 제명을, 사자관들에게는 부의 제목으로 쓸 글씨를 쓰게 했다. 《고금도서집성》은 정조 9년(1785년)까지도 이문원(璃文院)에 잠시 보관되어 있었으나, 이문원에 있는 동안 《고금도서집성》을 책을 전담해 관리할 사람이 없는 데다 필요한 사람이 보다가 아무렇게나 꽂아두는 것은 물론 분실의 위험까지 있었다. 규장각 관원들이 의례 문제를 논의하는 과정에서 《고금도서집성》을 활용하는 경우도 확인되지만, 홍한주(洪翰周)의 《지수염필》(智水拈筆)에 따르면 일반적인 경우 각신(규장각 관원)이라 해도 감히 대출을 청하기 어려웠고 각신이 아닌 경우에는 《고금도서집성》을 구경도 할 수 없을 정도였다고 한다.
서호수의 아버지로 규장각 설립을 주도했던 서명응(徐命膺)은 세계지리서인 《위사》(緯史)를 편찬하면서 이 책에 수록된 지리 정보를 인용했으며, 정약용(丁若鏞)은 정조 20년(1796년) 당시 화성을 건설하던 정조가 《고금도서집성》에 포함되어 있던 《기기도설》(奇器圖說)을 주면서 그 책의 핵심 내용을 연구해 수원화성의 건설비용을 절감할 방안을 마련하라고 명했고, 정약용은 《기기도설》에 나온 도르래의 원리를 이용하여 《기중가도설》을 지어 올리면서 이 책 안에 들어 있던 도면을 화원에게 옮겨 그리게 하고는 배접해서 첩으로 만들었다. 농업뿐만 아니라 군사적인 용도에서도 이 기구들을 잘 연구해 활용한다면 도움이 되리라는 판단에서였다. 이규경(李圭景)은 서유구가 소장한 《기기도설》을 통해 이 책의 저자인 요한 테렌즈 슈렉이 기계의 작동 원리를 설명하면서 쓴 알파벳 부호를 보았고, 《오주연문장전산고》(五洲衍文長箋散稿)에서 이 문자를 소개하고 그 발음을 한자로 기입해 "이것만 익히면 온갖 소리를 기록할 수 있다"고 소개했다.
일본에서는 조선보다 훨씬 일찍 《고금도서집성》을 입수할 수 있었는데, 이 책이 완성 후 얼마 되지 않은 1760년 에도 막부의 제8대 쇼군 도쿠가와 요시무네에 의해서 전해진 초판 인쇄본이 일본으로 건너왔다. 이 초판 인쇄본은 은화 25칸메로 구입되어 막부의 장서문고인 모미지야마 문고(紅葉山文庫)의 일부가 되었고, 이후 한 번 더 청의 상인이 가지고 와서 팔려고 했지만 가격을 5백 금으로 불러서 아무도 살 수 없었다고 한다. 메이지 유신 후에는 신정부의 장서가 되었다가 메이지 천황에 의해 도쿄제국대학에 하사되었다. 그러나, 관동 대지진으로 도서관이 불타면서 이 판본도 소실되고 말았다. 또한 일본측에서는 「고증」(考証) 24권 ・ 「목록」 40권 ・ 「분류목록」(分類目録, 일본 문부성 편) 등의 참고도서류가 있어서 본서 이용에 활용하고 있다.
조선과 마찬가지로 일본에서 《고금도서집성》은 에도 막부의 도서관인 모미지야마 문고의 장서로써 일반인은 물론 웬만한 학자들도 접할 수 없었다. 이 책의 내용을 둘러싸고 일본 국내에서는 온갖 소문이 나돌았으며, 그 가운데는 헤이안 시대 말기의 무장 미나모토노 요시쓰네가 요리토모에게 쫓겨 히라이즈미로 달아났다가 그곳에서 자결한 것이 아니고 북쪽으로 달아나서 에조치(홋카이도)를 거쳐 대륙으로 달아났다는 이른바 ‘요시쓰네 북행설(北行設)’도 있었다. 이는 《고금도서집성》에 포함된 문헌 가운데 ‘도서집감’이라는 제목의 서적이 있고 청의 황제가 그 책에 몸소 붙인 서문에서 "짐의 일족은 원의경의 후예이다. 원의경은 청화에서 나왔으므로 국호를 청국이라 하였다"는 내용이 실려 있다는 소문에서 비롯된 것이었다. 교토의 승려 다이텐 겐조(大典顯常)의 《평우록》(萍遇錄)에 실려있는 조선 통신사 서장관 남옥(南玉)과의 문답에서도 다이텐 자신의 세숙 기무라 겐카도로부터 "이러한 사실(청 황실의 선조가 원의경 즉 미나모토노 요시쓰네라는 것)이 《고금도서집성》에 나온다고 하는데" 운운하면서 언급하고 남옥이 청 황실의 혈통은 건주여진의 누르하치로부터 비롯된 것이지 결코 미나모토노 요시쓰네의 후손이 아니라고 대답하는 대목이 등장한다.
또한 광서 34년(1908년) 광서제가 런던 중국학회에 《고금도서집성》을 기증했고, 런던 중국학회는 이를 케임브리지 대학 도서관에 대여했다. 미국 콜롬비아 대학의 CV 스타 동아시아 도서관에 이 고금도서집성의 사본이 보관되어 있다.

## 같이 보기
- 사고전서